# جان فوغلر
جان فوغلر (بالألمانية: Jan Vogler)‏ هو عازف تشيلو ألماني، ولد في 18 فبراير 1964 في برلين في ألمانيا.

## وصلات خارجية
- الموقع الرسمي
- جان فوغلر على موقع مونزينجر (الألمانية)
- جان فوغلر على موقع ميوزك برينز (الإنجليزية)
- جان فوغلر على موقع ديسكوغز (الإنجليزية)